# Civilian Joint Task Force

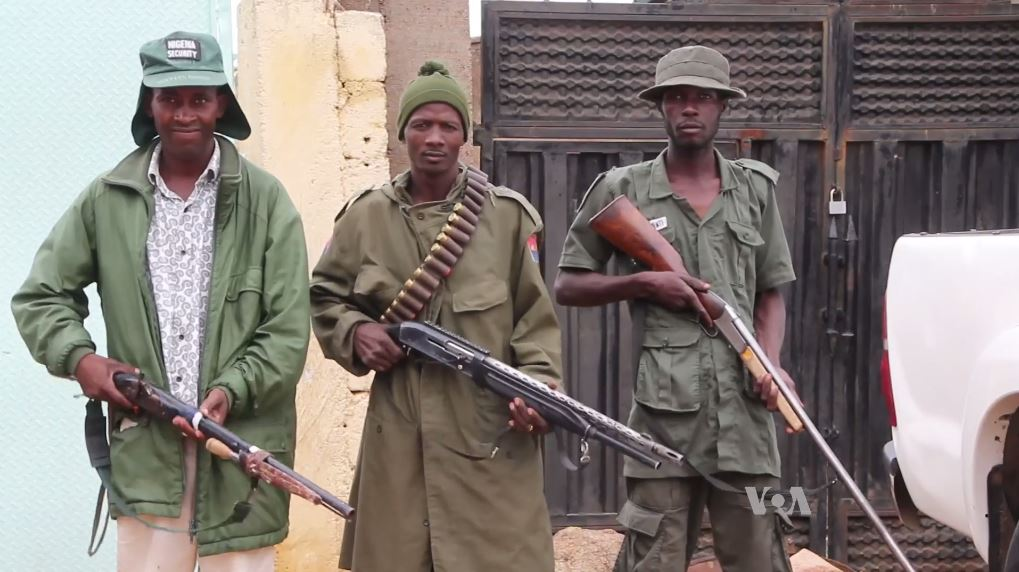
Des miliciens de la CJTF à Michika, le 14 juin 2016.

La Civilian Joint Task Force (CJTF, Force d'intervention civile conjointe) est une milice d'autodéfense nigériane formée en 2013 pour lutter contre l'insurrection de Boko Haram.

## Historique
La CJTF est formée par les autorités nigérianes en 2013 avec le rassemblement d'anciennes milices locales. Cependant la création de ces milices provoque une vague de massacres. Selon une source citée par l'envoyé spécial du Monde Jean-Philippe Rémy : « Les Boko Haram massacrent les villages où se créent des cellules des CJTF pour leur tenir tête. Inversement, les militaires et les CJTF considèrent que si un village refuse de créer son groupe de miliciens, ils sont Boko Haram, et donc une cible légitime »,.